# لوری اندرسون (پاراگوئه)
لورلی اندرسون شناخته‌شده با نام لوری اندرسون (انگلیسی: Lory Anderson؛ زادهٔ ۶ سپتامبر ۱۹۸۲) یک هنرپیشه، مجری و مدل اهل پاراگوئه است.
وی در ۱۴ سالگی برنامهٔ تلویزیونی خود را به نام خوئگو د نینیوس در شبکه تی‌وی‌دس ساخت. پس از آن نیز او در برنامه‌های بلتس و کلوب لوری در شبکه یونیکانال و لوری تونز، نمایش لوری و کودیگو فاما در شبکه تله‌فورچو مشارکت داشت. در سال ۲۰۰۵ لوری اولین اجرای نمایش واقع‌نما روخیتو را در کانال ۱۳ انجام داد.

## فیلم‌شناسی

### تلویزیون
| سال  | برنامه        | نقش    | توضیح          |
| ---- | ------------- | ------ | -------------- |
| ۲۰۰۹ | از هزاران عشق | دیانا  | بازیگر نقش دوم |
| ۲۰۰۸ | نمایش منچی    | خودش   | مسابقه‌دهنده    |
| ۲۰۰۵ | جوآن فعال     | پریسلا | بازیگر نقش دوم |